# 대방광불화엄경소 권48,64,83
대방광불화엄경소 권48,64,83(大方廣佛華嚴經疏 卷四十八,六十四,八十三)은 충청북도 청주시 흥덕구 운천동, 청주고인쇄박물관에 있는 고려시대의 목판본 불경이다. 2003년 8월 14일 충청북도의 유형문화재 제230호로 지정되었다가, 2004년 5월 7일 대한민국의 보물 제1409호로 지정되었다.

## 개요
대방광불화엄경소는 대승경전의 하나인 화엄경(주본(周本))을 저본으로 당나라 징관(澄觀)이 주소하고 여기에 송나라 정원(淨源)이 주해한 교장류(敎藏類)의 일종이다. 일반적으로 '대방광불화엄경(大方廣佛華嚴經)'은 줄여서 '화엄경(華嚴經)'이라고 통칭되기도 하며, 부처와 중생이 둘이 아니라 하나라는 것을 중심사상으로 하고 있다. 우리나라에서는 화엄종의 근본경전으로 '법화경'과 함께 한국 불교사상을 확립하는데 중요한 영향을 끼친 경전이다. 이러한 화엄경에 화엄학의 대가인 당나라 징관이 주소한 화엄경소(華嚴經疏)를 송나라 정원이 주해한 것이다.
이 판본은 저자인 정원(淨源)이 의천(義天)에게 상인 서전(徐전)을 통해 보낸 목판으로 주본(周本) 화엄경을 주해한 주소본(註疏本) 120권을 찍어낸 것 가운데 권48, 64, 83에 해당하는 것으로 상태가 비교적 양호한 편이다.
표지는 상즙(橡汁)으로 염색한 종이를 사용하였고, 중앙의 제첨(題簽)은 금니로 그리고 그 안에 표지서명(簽題) 또한 금니로 기재하였다. 판식의 특징은 상하단변으로 계선이 보이고 있으며, 한 행은 15자씩 배자되어 있다. 한 장은 5면씩 접혀 있으며, 점련부분에는 판수제(板首題)가 기입되어 있어 작업과 관리의 편리를 위한 의도로 고려되었던 것으로 생각된다. 지질(紙質)은 저지(楮紙)만을 사용하여 만들었으며, 표면의 광택과 묵즙(墨汁)의 번짐을 방지하기 위해 도침(搗砧)한 흔적이 보이는 상품의 고려지이다. 그런데 권83의 말미에 ‘가정(嘉靖) 31年(1552) 임자(壬子)…시봉(侍奉)…'라는 묵서(墨書)가 남아 있는데, 인출기(印出記)로 보기 어렵고 소유를 나타내는 장서기(藏書記)로 생각된다. 자체(字體)는 송판(宋板)에서 유행한 전형적인 구양순체로 보이며, 인쇄면의 필획이 살아 있어 비교적 초기에 인출된 것으로 보인다.
고려시대 주본(周本) 화엄경소 120권 가운데 3책으로서 당시 대각국사 의천(義天)의 불서(佛書) 수집 상황과 더불어 송(宋)과 일본으로 이어지는 문화교류를 알게 하는 소중한 자료가 되는 불경이라 하겠다.

## 보물 지정사유
이 목판본은 대승경전(大乘經典)의 하나인 화엄경(華嚴經)을 저본(底本)으로 당나라 징관(澄觀)이 주(註)를 달고 송나라 정원(淨源)이 주에 대한 해설을 한 불경으로 정원(淨源)이 대각국사 의천(義天)에게 상인 서전을 통해 보낸 주본 화엄경소 12권 가운데 3개권이다. 이 자료는 당시 대각국사 의천의 불서 수집 상황과 더불어 송과 일본으로 이어지는 문화교류를 알게 하는 소중한 불경이다.

## 같이 보기
- 화엄경

## 참고 자료
- 대방광불화엄경소 권48,64,83 - 국가유산청 국가유산포털